# エビガライチゴ
エビガライチゴ（海老殻苺、学名Rubus phoenicolasius）はバラ科キイチゴ属に属する植物。全体に毛に覆われている。

## 概要

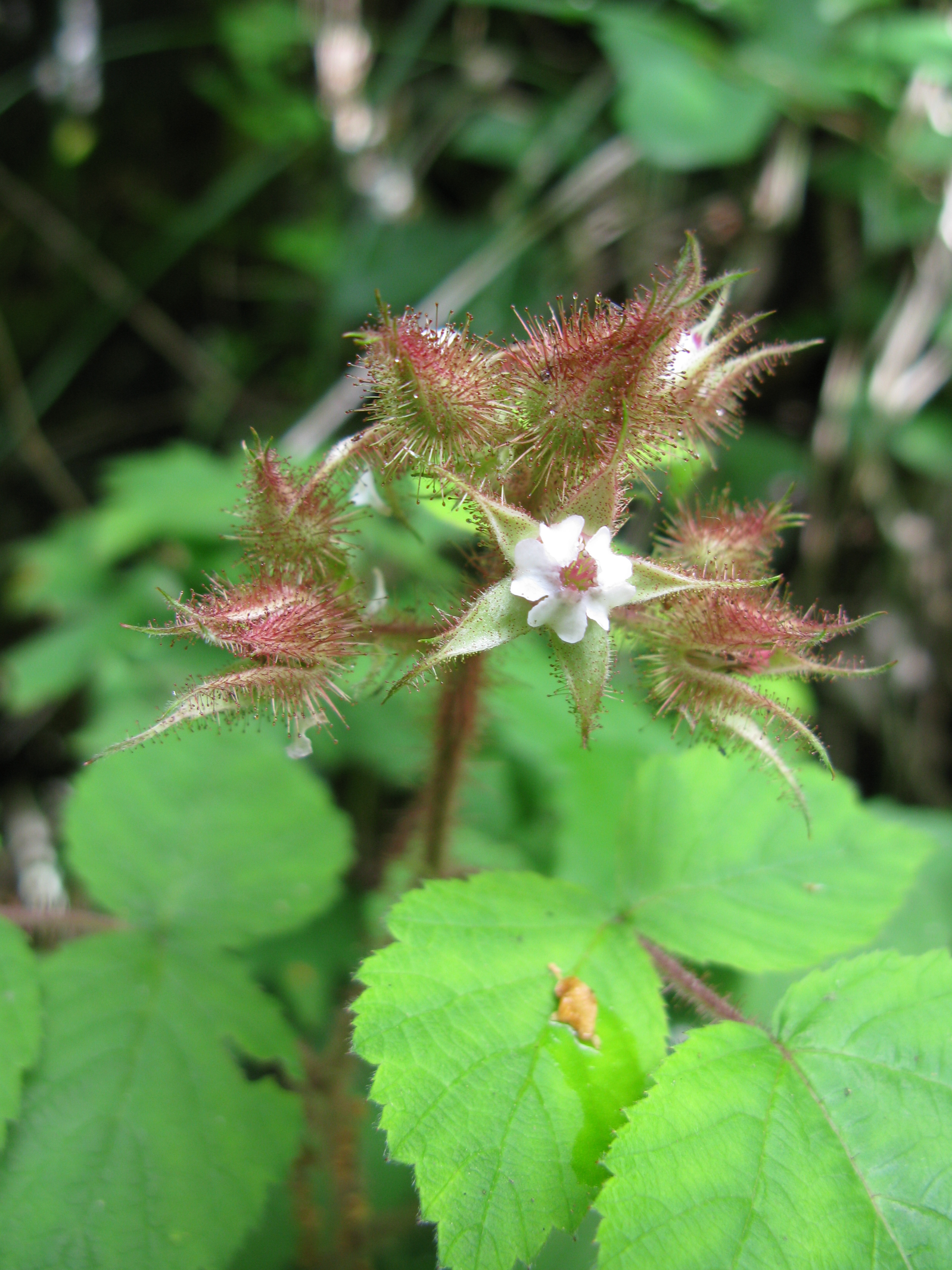
エビガライチゴの花
福島県会津地方 2009年6月

エビガライチゴは木本で、つる状に成長する低木。茎には紫色の長い毛を一面に生やし、その間に棘が生えている。葉は三出複葉だが、頂小葉が特に大きく、その柄が長いのでちょっと特殊な印象を与える。葉の表はつやがなく、表面には寝た毛があり、裏面は真っ白で、葉脈沿いに棘が生えている。
初夏に枝先に円錐花序をつける。顎など花の外側にはやはり紫の毛が生える。花弁は紫だが目立たない。果実は食用になる。
日本（北海道から九州）、中国北部、朝鮮半島に分布。葉の裏側が白っぽく見えることから、別名ウラジロイチゴともよばれる。